# Церква Петра і Павла (Камбарка)
Це́рква Петра́ й Па́вла (Петропавлівська церква, Церква в ім'я святих Першоверховних апостолів Петра й Павла) — церква в місті Камбарка Камбарського району Удмуртії, Росія.
Церква була збудована на пожертви місцевого купця Гаврила Кондюрина і освячена 17 вересня 1889 року. Першим настоятелем був отець Матфій Стефанович Мичков. 
У 1933 році, з початком антирелігійного терору, церква була закрита і перетворена на Клуб культури і дозвілля. Були знесені купол та дзвіниця. 
1941 року керівництво місцевого заводу переконало районну владу передати будівлю під компресорну станцію. 
У 2003 році, у зв'язку з ювілеєм заводу, генеральний директор Ю. Х. Кертанов вирішив продати будівлю в муніципальну власність за символічною ціною. Храм мав відійти до Іжевської єпархії Російської Православної Церкви. Однак завод збанкрутував, а церква була виставлена на продаж. 
У 2005 році будівлю церкви придбав підприємець О. Вілков на аукціоні за 408 тисяч рублів. Потім храм був перепроданий підприємцю з Іжевська Ф. Камалтдіновій за 1,7 млн рублів. Адміністрація міста запропонувала власниці обміняти будівлю храму на перший поверх магазину в центі міста, але вона відмовилась.